# Брдар
Брдари су занатлије које праве ткачка брда, један од елемената разбоја.
Најчешће примењивана ткачка справа на културном простору Срба је хоризонтални разбој, или сане, стативе, стан, натра, тара… Иако је забележено више варијанти његовог конструктивног облика, ипак се може рећи да су његови  основни елементи: стране или оквири за које се фиксирају вратила, брдило са брдом и нити (најчешће две или четири), подношке, даске за седење и други помоћни делови. Изради тканина на хоризонталном разбоју претходила је припрема основе: сновање, навијање и увођење основе у нити (нићанице) и брдо. 
Брдо служи за одржавање основиних жица у одређеној густини и редоследу и за прибијање потке уз крај тканине. Основине жице се уводе у међузубе брда. Свако брдо се карактерише такозваном нумером. Нумера брда је број који показује колико има међузуба на 1 cm. Са увођењем основиних жица почиње се са леве стране ваљка.
Користи се и данас у ткачким радионицама.
Из сећања
Брдари су брдили и пребрђивали за оку брашна, или кајиш сланине и сл. Никада их није било довољно и у Драгачевском крају су крајем 19. и почетком 20. века брда продавали  Старовласи. У родослову Недовићи са Ртара помиње се Миљко Недовић, Миљко брдар (1857-1929). И после Првог светског рата је у Горачићима брда градила Стеванија Вељовић, а касније Ранко Васиљевић. У селу Вича је био брдар Славимир Главоњић рођен 1920. године, а у Негришорима Милош Станић. Готово сви су заборављени јер брдарлук, неправедно, није убрајан у мајсторлук 